# Aphodius castaneus
Aphodius castaneus là một loài bọ cánh cứng trong họ Scarabaeidae. Loài này được Illiger miêu tả khoa học năm 1803.